# Kazimierz Rzewuski
Kazimierz Rzewuski herbu Krzywda (ur. 1750 – zm. 7 lipca 1820 we Lwowie) – szambelan Stanisława Augusta Poniatowskiego w 1770 roku, w latach 1774–1792 pisarz polny koronny, szef 5 Regimentu Piechoty Koronnej w 1792 roku, poseł na Sejm Czteroletni 1788–1792 z województwa podolskiego. Członek konfederacji Andrzeja Mokronowskiego w 1776 roku i poseł na sejm 1776 roku z ziemi chełmskiej. 
Był starostą żydaczowskim i urzędowskim oraz członkiem Rady Nieustającej w latach (1782–1784).
Pod koniec życia, w 1819 uzyskał tytuł hrabiego.
Syn Michała Józefa, brat: Jana i Franciszka.
Członek Departamentu Wojskowego Rady Nieustającej w 1783 roku. W 1784 był I. wielkim dozorcą Wielkiego Wschodu Narodowego Polski, był Mistrzem Katedry loży wolnomularskiej Świątynia Izis w 1811/1812 roku, . Poseł na sejm 1786 roku i sędzia sejmowy z ziemi chełmskiej. Był członkiem komisji pełnomocnej lwowskiej, powołanej w 1790 roku dla układów z Leopoldem II Habsburgiem. Członek Zgromadzenia Przyjaciół Konstytucji Rządowej.. Członek Sztabu Generalnego Wojska Koronnego w 1792 roku.
W 1775 został kawalerem Orderu Świętego Stanisława.
Generał lejtnant wojsk koronnych w 1790 roku, odznaczony Orderem Orła Białego, starosta trembowelski, w 1817 był komisarzem Sejmu Galicyjskiego, kawaler maltański. 